# Тевзадзе, Реваз Николаевич
Реваз Николаевич Тевзадзе — советский хозяйственный, государственный и политический деятель, Герой Социалистического Труда.

## Биография
Родился в 1931 году в Грузинской ССР. Член КПСС.
С 1955 года — на хозяйственной, общественной и политической работе. В 1955—1995 гг. — буровой мастер, старший инженер по бурению ГРП треста «Кавцветметразведка», главный инженер, начальник ГРП треста «Грузуглерудразведка», начальник Маднеульской геолого-поисковой партии производственного геологического управления СМ Грузинской ССР, управляющий трестом «Грузнефть», генеральный директор производственного объединения «Грузнефть».
Указом Президиума Верховного Совета СССР от 20 апреля 1971 года присвоено звание Героя Социалистического Труда с вручением ордена Ленина и золотой медали «Серп и Молот».
Делегат XXV съезда КПСС.
Жил в Грузии.